# Mary Blair
Mary Blair (McAlester, Oklahoma, 21 de outubro de 1911 – 26 de julho de 1978) foi uma artista norte-americana que se destacou por seu trabalho na Walt Disney Company, onde produziu a arte conceitual de filmes como Alice in Wonderland, Peter Pan, Song of the South e Cinderella. Blair também criou o design de atrações duradouras da Disneylândia, como It's a Small World, o cenário festivo de El Rio del Tiempo no pavilhão mexicano do World Showcase no Epcot, e um enorme mosaico no interior do Disney's Contemporary Resort.
Morreu em 1978, em decorrência de um aneurisma cerebral.